# Дендрарий Флагстаффа
Дендрарий Флагстаффа (англ. The Arboretum at Flagstaff) ― дендрарий в городе Флагстафф, штат Аризона, США. Является местом обитания около 750 видов местных засухоустойчивых  растений, произрастающих на территории высокогорного плато Колорадо, в частности в Большом каньоне и в национальном парк Зайон. Дендрарий расположен в 6,1 км к югу от трассы US 66. Вход в дендрарий находится на улице Вуди-Маунтин-роуд, в западной части Флагстаффа. Местность располагается на высоте 2 192 м над уровнем моря, что делает дендрарий одним из самых высоко расположенных общественных садов в Соединённых Штатах. Дендрарий славится своим обширным собранием цветочных растений рода Penstemon genus. Каждый год здесь проводится фестиваль, посвящённый этим цветам.
Дендрарий изначально был лесным и рабочим ранчо, а в конце 1960-х годов здесь был построен жилой дом, принадлежавший Фрэнсис Макаллистер. Однако вскоре она пожертвовала приобретённый ей земельный участок и в 1981 году благодаря её финансовой поддержки был учреждён этот самый дендрарий. На его территории также располагается исследовательская станция Мерриам-Пауэлл и Юго-западный экспериментальный садовый массив.